# Nowy Ratusz w Siedlcach
Nowy Ratusz – ratusz w Siedlcach wybudowany w 1892 r. Znajdował się przy ul. Kazimierza Pułaskiego (dawniej ul. Piękna) na końcu ul. Jana Kilińskiego (dawniej ul. Alejowa). Budynek został wysadzony we wrześniu 1939 r. przez Niemców i po wojnie nigdy nie został odbudowany.
Obecnie w miejscu dawnego ratusza przebiega przedłużenie ul. Jana Kilińskiego łączące ul. Kazimierza Pułaskiego z ul. Józefa Piłsudskiego. Część budynku znajdowała się również na dzisiejszym skwerze im. Jana Pawła II.

## Historia
W 1888 r. doszło do pożaru drewnianej części starego ratusza. Z tego względu w 1892 r. wzniesiono drugi ratusz w Siedlcach zwany nowym. Nowy budynek znajdował się na ul. Kazimierza Pułaskiego (dawniej ul. Piękna) na końcu ul. Jana Kilińskiego (dawniej ul. Alejowa) między ul. Morską i ul. Przechodnią (dziś nie istnieje). Pełnił przede wszystkim funkcję siedziby Miejskiej Straży Ogniowej, gdzie trzymano pojazdy oraz sprzęt gaśniczy. Po wschodniej części ratusza znajdowały się garaże z pojazdami. Po zachodniej stronie znajdowała się drukarnia Federacji Polskich Związków Obrońców Ojczyzny. Na środku budynku stała wieża.
Po wybuchu II wojny światowej na wieży ratusza znajdował się całodobowy posterunek obserwacji lotniczej. We wrześniu 1939 r. ratusz runął wysadzony niemieckimi bombami, po ataku wieża stała najdłużej.
Po zakończeniu wojny, w przeciwieństwie do starego ratusza, nowy nie został nigdy odbudowany.

## Odbudowa ratusza
Pomysł odbudowy ratusza pojawił się w 2011 r. z propozycji prezydenta miasta Wojciecha Kudelskiego. Nowy ratusz miał znajdować się na placu gen. Władysława Sikorskiego i pełnić rolę sukiennic. Wydziały z urzędu miasta miały zostać przeniesione do nowego obiektu z podziemnym parkingiem oraz powierzchnią handlową. Do inwestycji wymagana była zgoda PSS Społem, która posiadała budynki handlowe na terenie placu. Rozmowy zakończyły się niepowodzeniem, a ratusza nie odbudowano.
W 2013 r. powrócono do planów odbudowy ratusza. Aktualny urząd miasta miał zostać sprzedany z uwagi na nieopłacalność jego przebudowy, a wydziały znajdujące się w nim przeniesione do nowego obiektu. Nowy budynek miał znajdować się w swoim historycznym miejscu na końcu ul. Jana Kilińskiego. Posiadać miał również wielopoziomowy parking, koszt budowy miał wynosić 70 milionów zł. Mimo poważnych planów, do inwestycji tej nigdy nie doszło.